# Понтіпул
Понтіпу́л (англ. Pontypool, валл. Pont-y-pŵl) — місто на південному сході Уельсу, адміністративний центр області Торван.
Населення міста становить 35 447 осіб (2001).

## У культурі
Назву «Понтіпул» має фільм про зомбі 2008 року, знятий режисером Брюсом Макдональдом та внесений Британським інститутом кінематографії до списку найкращих у даній тематиці.
1. 1 2 3  Town Twinning — Torfaen County Borough Council.
2. ↑  McDonald, Bruce (18 вересня 2009), Pontypool, Ponty Up Pictures, Shadow Shows, процитовано 7 листопада 2022
3. ↑  10 great zombie films. BFI (англ.). Процитовано 7 листопада 2022.